# Муавія II
Муавія II (*бл. 664 — 684) — 3-й володар Омеядського халіфату у 683—684 роках.

## Життєпис
Походив з суф'янідської гілки Омеядів. Старший син халіфа Язида I та Умм Хашім, представниці племені Бану-Кальб (доньки Хашіма ібн Абу-Утби, валі Басри). Народився близько 664 року. Про молоді роки Муавії замало відомостей. Був першим Омеядом, що не навчався у Медіні або Мецці, здобув більш світську освіту у сирійських вчених. На початку 683 року отримав баят як підтвердження його прав спадкоємця трону.
У листопаді 683 року після смерті батька стає новим правителем халіфату. Втім не виявив хисту до державних справ, загалом не цікавився політикою, заявляючи, що став халіфом через виконання принципу спадковості. Втім, вирішив припинити війну з родом Хашимітів, яка точилася за правління Язида I. Він зупинив війська, що мали намір штурмувати Мекку та Каабу, заявляючи, що це безумство. Водночас Муавія II видав закони про захист прав жінок, заборону смертної кари та податок на благодійність.
На початку 684 року поновився конфлікт з Хашимітами, на чолі яких стояв Абдаллаха ібн аль-Зубейр (онук першого халіфа Абу-Бакра). Доволі швидко на бік останнього перейшла більшість провінцій халіфату. Муавія II контролював лише Сирію та частину Єгипту. За цих обставин халіф запропонував аль-Зубейру стати його спадкоємцем, проте той відхилив пропозицію, наголошуючи на молодості Муавії II, який ще міг мати дітей. Тоді халіф спрямував ще одне посольство, заявивши про готовність зректися влади.
Муавія II того ж року склав з себе владу халіфа, проте через місяць помер. В цей час реальна влада в Сирії знаходилася у Даххака ібн-Кайси, який незабаром перейшов на бік аль-Зубейри. При цьому суф'янідську гілку Омеядів було усунуто від влади, новим халіфом став двоюрідний брат Муавії II — Марван I. Останній вимушений був почати відвойовувати весь халіфат.

## Родина
За вимогою діда халіфа Муавії I одружився з представницею іншого арабського племені, проте вона померла у 677 році. Одружувався у 678 та 680 роках, проте розлучився у 682 році через відсутність дітей. У 683 році на вимогу батька одружився з іноземною аристократкою (принцесою), проте Муавія зневажав дружину й після того, як став халіфом, розлучився з нею.